# Gilly-lès-Cîteaux
Gilly-lès-Cîteaux é uma comuna francesa na região administrativa da Borgonha-Franco-Condado, no departamento de Côte-d'Or. Estende-se por uma área de 11 km². Em 2010 a comuna tinha 722 habitantes (densidade: 65,6 hab./km²).